# Маркинская
Ма́ркинская — станица в Цимлянском районе Ростовской области.
Административный центр Маркинского сельского поселения.

## География
Станица расположена в степи в пределах Доно-Донецкой равнины, являющейся частью Восточно-Европейской равнины, в устье балки Рясная, на левом берегу реки Кумшак. Высота над уровнем моря — 47 метров. В окрестностях распространены чернозёмы солонцеватые.
По автомобильным дорогам расстояние до областного центра города Ростов-на-Дону (до центра города) составляет 250 км, до районного центра города Цимлянск — 30 км, до ближайшего относительно крупного города Волгодонска — 48 км. Близ станицы проходит региональная автодорога Волгодонск — Цимлянск — Морозовск.
Климат
Климат умеренный континентальный, с жарким, порой засушливым летом и относительно холодной и малоснежной зимой (согласно классификации климатов Кёппена — Dfa). Среднегодовая температура воздуха положительная и составляет + 9,2 °C. Средняя температура самого холодного января −5,6 °С, самого жаркого месяца июля +23,5 °С. Многолетняя норма осадков — 443 мм. В течение года количество осадков распределено относительно равномерно: наименьшее количество осадков выпадает в марте (норма осадков — 29 мм), наибольшее количество — в июне (44 мм).
Часовой пояс
Маркинская, как и вся Ростовская область, находится в часовой зоне МСК (московское время). Смещение применяемого времени относительно UTC составляет +3:00.

## История
Дата основания не установлена. Первоначально называлась станица Филипповская и располагалась на правом берегу Дона между станицами Терновская и Гугнинская. Станица отмечена на генеральной карте Земли Войска Донского из атласа Теврюнникова 1797 года.
В 1914 году из-за натиска песков было принято решение о переносе станицы в хутор Чувильдеев, расположившийся на живописном берегу реки Цимла. Переселение состоялось в 1921 году. Вскоре после этого в честь погибшего в годы Гражданской войны председателя революционного Совета казачьих, крестьянских и батрацких депутатов М. И. Маркина станица Филипповская была переименована в Маркинскую.
В 1948 году жители станицы в связи со строительством Цимлянского водохранилища были переселены в хутор Сметановский, расположенный на реке Кумшак. Сметановский колхоз «Клич Ильича» соединился с маркинским колхозом «Заветы Ильича». Хутор Сметановский переименовали в станицу Маркинскую, а объединённый колхоз стал называться «Клич Ильича». В 1950 году открылась новая школа, в 1961 году — дом культуры. В 1986 году состоялось открытие нового здание ФАПа, сельского совета, магазина.

## Население
| 2010 | 2019  |
| ---- | ----- |
| 966  | ↗1002 |

## Уличная сеть
| - ул. 40 лет Победы, - ул. Буденного, - ул. Восточная, - ул. Западная, - ул. Иринина, - ул. Комсомольская, | - ул. Ленина, - ул. Некрасова, - ул. Советская, - ул. Социалистическая, - ул. Хуторская. |

## Известные уроженцы
- Иринин, Александр Иванович (1925—1944) — советский военнослужащий, сержант, Герой Советского Союза.